# 奧西奧 (明尼蘇達州)
奧西奧（英語：Osseo，/ˈɒsi.oʊ/ OSS-ee-oh）是一個位於美國明尼蘇達州亨內平縣的城市。

## 人口
根據2020年美國人口普查的數據，奧西奧的面積為1.92平方千米，當中陸地面積為1.92平方千米，而水域面積為0.00平方千米。當地共有人口2688人，而人口密度為每平方千米1,400人。